# Obaga dels Cóms

L'Obaga dels Cóms, respecte del terme d'Abella de la Conca

L'Obaga dels Cóms és una obaga del terme municipal d'Abella de la Conca, a la comarca del Pallars Jussà, situada a la vall de Carreu.
És al vessant meridional de la Serra de Boumort, a l'esquerra del barranc dels Cóms de Carreu. És al sud i a l'altra banda de la vall de la Solana dels Cóms, al sud-oest dels Rocs de l'Esteve i al nord-est del Roc de les Cases, a llevant de les Coberterades.

## Etimologia
L'obaga pren el nom de l'indret on hi havia els cóms del bestiar que pasturava per aquesta zona de la Serra de Boumort, pertanyent al poble de Carreu. Es tracta, doncs, d'un topònim descriptiu.